# Leung Kwan Yi
Leung Kwan Yi (chinesisch 梁筠宜; * 16. September 2000 in Hongkong) ist eine Sprinterin aus Hongkong.

## Sportliche Laufbahn
Erste internationale Erfahrungen sammelte Leung Kwan Yi bei den Juniorenasienmeisterschaften 2016 in der Ho-Chi-Minh-Stadt, bei denen sie in 12,04 s Siebte im 100-Meter-Lauf wurde und mit der 4-mal-100-Meter-Staffel Hongkongs in 45,85 s die Bronzemedaille gewann. Zwei Jahre später nahm sie erneut an den Juniorenasienmeisterschaften in Gifu teil, wurde diesmal Sechste über 100 Meter und gewann in 47,00 s erneut die Bronzemedaille mit der Staffel. Ende August nahm sie mit der Staffel erstmals an den Asienspielen in Jakarta teil und belegte in 45,73 s den achten Platz. 2023 kam sie bei den Asienmeisterschaften in Bangkok mit 12,03 s nicht über den Vorlauf über 100 Meter hinaus und belegte mit der Staffel in 45,51 s den vierten Platz. Anschließend schied sie bei den World University Games in Chengdu mit 12,51 s im Halbfinale aus und verpasste dann bei den Asienspielen in Hangzhou mit 12,01 s den Finaleinzug über 100 Meter. Zudem belegte sie mit der Staffel in 45,24 s den vierten Platz.

## Persönliche Bestleistungen
- 100 Meter: 11,69 s (+1,3 m/s), 27. Mai 2023 in Neu-Taipeh